# 会津まつり

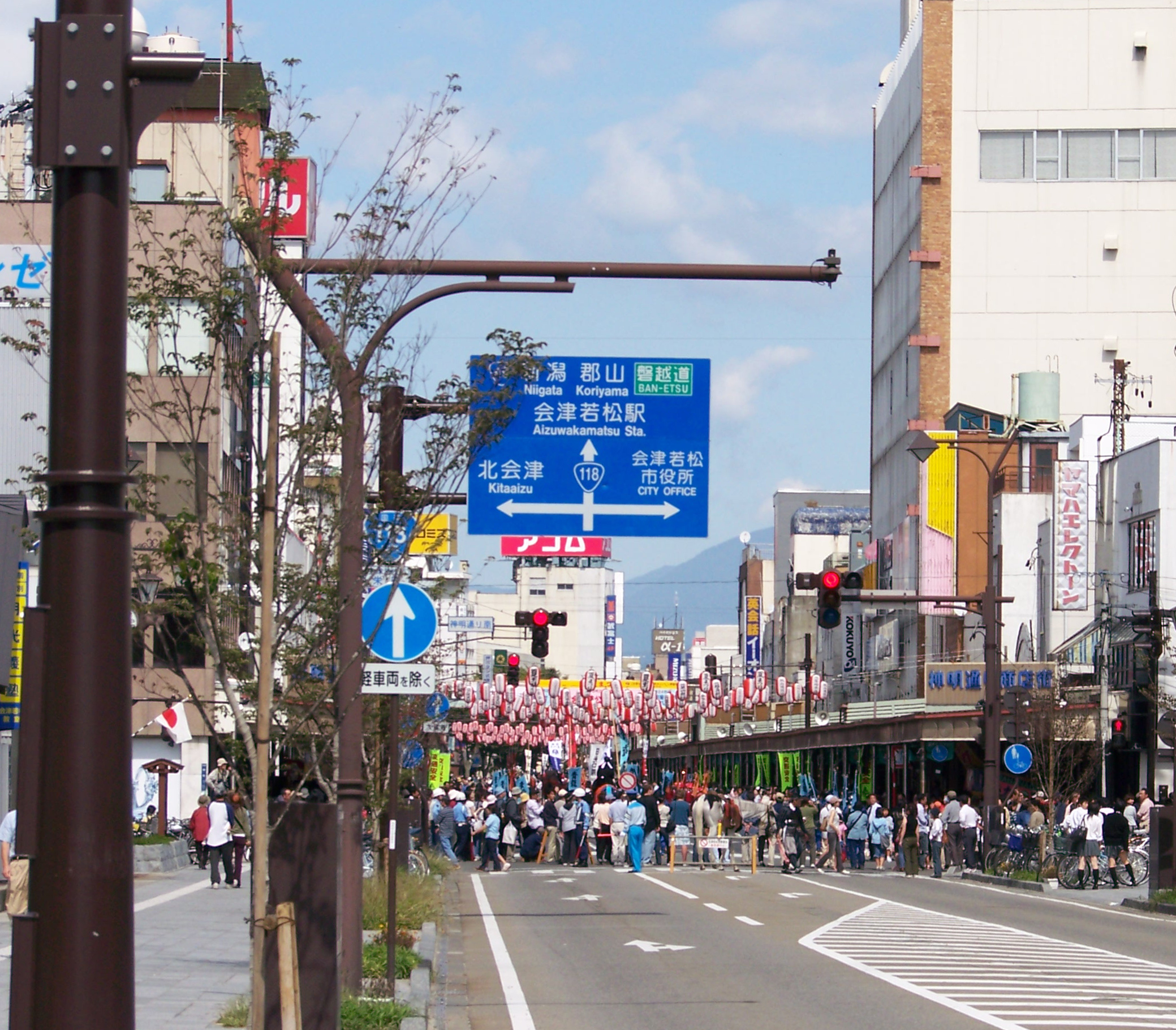
会津まつり中の神明通り付近の様子

会津まつり（あいづまつり）は、福島県会津若松市で9月下旬に開催される祭り。現在は3日間にまたがって開催され、さまざまなイベントが行われる。

## 概要
会津若松市内で提灯行列、会津藩公行列などを主体に、さまざまなイベントを行う。1953年にはじめて開催されたとされる。2011年は9月22日、9月23日、9月24日の3日間に渡り開催された。

### 歴史
会津まつりは、1928年の秩父宮雍仁親王と松平容保の孫娘・松平勢津子の成婚を祝って行われた提灯行列がそのルーツと言われる。その後、戊辰戦争で落命した会津藩士などの霊を慰め、先人に感謝するという意味も込めて行われる。
本祭りは1953年以降、会津若松市でさまざまなイベントを含みながら開催されてきた。以下に祭り初期の1955年ごろの概要について述べる。
当時から会津まつりは9月下旬に開催されていたほか、現在と同一でない部分はあるものの、大名行列、先人感謝祭、盆踊りなどは当時から実施されていた。そのほか、山車まつりなども当時は開催されていた。
2020年は、新型コロナウイルス感染症の影響で例年より規模を縮小して開催され、メインの藩公行列などは中止となった。つづく2021年も規模を縮小しての開催となったが、2022年は3年ぶりに全行事の実施を予定している。

## イベント
以下に、主要なイベントの概要を述べる。

### 提灯行列
会津若松市内の各地区の子供会ごとに、小学生を中心とした行列が提灯を持って市街地中心部を歩くイベント。現在は会津まつり開幕のイベントと位置付けられ、会津まつり1日目の夜に実施されている。

### 会津磐梯山踊り
会津若松市内の神明通りにおいて、会津地方の盆踊り唄、会津磐梯山 (民謡)を踊るイベント。会津まつり1日目、2日目の夜に実施され、個人、団体どちらでも参加は可能であり、2日目のイベント終了後には個人賞(優秀個人賞や仮装大賞など)や各種団体賞が授与される表彰式が執り行われる。

### 会津藩公行列
江戸時代末期の会津藩時代の武者、大名などを中心に、様々な時代の会津藩の人びとの姿に扮した行列が、会津若松市内各所をまわるイベント。行列は鶴ヶ城公園での出陣式の後、午前、午後で決められたルートを練り歩き、主要な地点で殺陣などのパフォーマンスなども披露することがある。行列の扮装には会津藩の歴代藩主や、江戸時代～明治時代の会津地方に縁のある高遠藩、桑名藩、斗南藩、新選組、白虎隊、娘子隊などがある。2011年の藩公行列には、東日本大震災の福島第一原子力発電所事故の影響で会津若松市に避難している大熊町の中学生が白虎隊に扮し参加した。2020年は、新型コロナウイルス感染症の影響で藩公行列は中止となった。2021年は2年ぶりの実施となったが、市中心部を行進せず、出陣式会場の多目的広場を1周するのみに規模が縮小された。
また、特別ゲストが招かれる場合がある。近年の例では、2005年には前年のNHK大河ドラマ『新選組!』に出演した山本耕史、浅利陽介、中村俊太が、2009年には当時のNHK大河ドラマ『天地人』に出演していた北村一輝、比嘉愛未、2011年には会津親善大使の堀内孝雄、2013年には当時のNHK大河ドラマ『八重の桜』に出演した池内博之、三根梓が参加。2014年からは『八重の桜』主演の綾瀬はるかが2019年まで6年連続で参加し、2018年・2019年は『八重の桜』で八重の幼少期を演じた鈴木梨央と共に参加した。2020年、7年連続のまつり参加となった綾瀬は、中止された藩公行列に代わり先人感謝祭に初めて参加した。

### 日新館童子行列・鼓笛隊パレード
会津若松市内の小学生が武者姿に扮するほか、市内の小学校ごとに鼓笛隊の演奏を行うイベント。市街地中心部で行われる。2013年は2日目に行われた。
この模様は、福島テレビ（FTV）が、アナウンサーと解説者が沿道特設の実況席から実況し、テレビカメラを回す形で中継録画する形で収録され、毎年10月中旬の土曜日に放送されている。

### そのほかのイベント
そのほかにも、蒲生氏郷や白虎隊を偲ぶイベントなどが期間中市内各所で行われる。